# راجرز (ویرجینیا)
راجرز (به انگلیسی: Rogers) یک منطقهٔ مسکونی در ایالات متحده آمریکا است که در شهرستان مونتگومری، ویرجینیا واقع شده‌است. راجرز ۵۵۵٫۹۶ متر بالاتر از سطح دریا واقع شده‌است.